# أطيش أسترالي
الأطيش الأسترالي (Morus serrator) هو طائنر من الطيور الكبيرة المنتمية لفصيلة الأطيش، وهي تكون طيور سوداء اللون عندما تكون صغيرة ولكنها يبيض ريشه تدريجيا بمرور الوقت حتى تصل إلى مرحلة النضج بعد خمس سنوات.ويعتبر مناطق توزيعا في جزر قبالة فكتوريا، تسمانيا، نيوزيلندا، وهي تعيش عادة في مستعمرات كبيرة في البر الرئيسي (حوالي 5000 زوج)، وهاك مجموعة في البر الرئيسي ميرواي ب.
- تيقى أزواج الأطيش الأسترالي لعدة مواسم يؤدون طقوس التحية ،بحيث تبقى الكبار في العش الرئيسي بينما يفترق الصغار.وتعتبر هذه الطيور غواصة مذهلة وتغوص بسرعة عاليى ويعتبر السمك هو الغذاء الأول والبار والتي تكون قريبة من السطح.
- أحصي ارتفاع في أعداد الأطيش الأسترالي سنة 1950على الرغم من من اختفاء بعض المستعمرات وغيرها انخفضت في الحجم.